# 牙獣種 (モンスターハンターシリーズ)
牙獣種（がじゅうしゅ）とは、モンスターハンターシリーズに登場するモンスターの分類のひとつであり、長大な牙と強靭な四肢を持った哺乳類型モンスターの総称である。生物学的な分類ではないため、猿型や猪型、獅型、狼型など、様々な生物を含んでいるという設定である。
同族内でのグループを形成するなど社会性を持ち、群れのリーダーの指示で活動するブランゴなど、知能の高い種族もいる。

## モンスター

### ブルファンゴ
- 登場作品：MH／MHG／MHP／MH2／MHP2／MHP2G／MHP3／MH3G／MHX／MHXX／MHR／MHRS／MHF／MHXR
- 作品中の分類：偶蹄目ブルファンゴ科
- 全長：

猪のようなモンスター。繁殖力と適応力が高く、広い範囲に生息している。攻撃的な性格で、ハンターを見つけると突進してくる。突進の攻撃力自体はそう高くないが、突き飛ばされて体勢を崩されるため、複数に囲まれたり時間差で突進してきたり、大型モンスターとの戦闘中に襲われると非常に厄介。体格はさまざまで、ドスファンゴより大きい個体もいるが、体力はさほど変わらない。クセの強い味ながらも肉は食用になる。

### ドスファンゴ
- 別称：大猪（おおいのしし）
- 登場作品：MH2／MHP2／MHP2G／MHP3／MH4[1]／MH4G[1]／MHX／MHXX／MHF
- 作品中の分類：偶蹄目ブルファンゴ科
- 全長：約566センチメートル

密林や沼地などに生息するブルファンゴのリーダー。背中や頭部の毛は白く、牙が大きく発達しているため、通常のブルファンゴと区別できる。この牙は現実にいる象の牙と同じく人間の利き手のような差があり、良く使用される側の牙が磨り減って短くなるため、牙の長さは左右非対称になっている。MHP3では渓流、凍土、水没林で出現する。突進後の方向転換がブルファンゴに比べて素早く、隙が少ない。 また、間合いを詰められると牙を振り回しハンターを弾き飛ばす。MHP3では、上位クエストに出現するドスファンゴの攻撃方法に「8の字を描くよう周囲を暴走する」というものが追加されており、暴走中の接近は極めて困難。また、体力が減っても足を引きずって移動しない代わりに、エリア変更時に歩いて移動する（体力がある場合は突進で移動する）。
変種はグラビモスに比肩する硬さの表皮に覆われているのに加え、全ての属性攻撃を吸収する特性を持つため、属性武器は例外なくダメージを軽減されてしまう。特異個体は牙が長く頭の毛が逆立っている。牙を地面に突き刺して巨大な岩を前方に飛ばす攻撃、地中に潜りハンターの死角から奇襲をかける攻撃などを繰り出す。また、牙を振り回しながら方向転換することがあり、当たるとダメージとともに吹き飛ばされ、直後に身体を震わせて高威力の突進を行ってくる。円を描いて長距離を突進する技には予備動作なしで突進し半円を描いたところで勢いを殺しきれずに転倒するものと、長い予備動作の後に円を一周描いて高速で突進するものの2種類がある。
MHFのG級ではくしゃみの原理で遂にブレスを吐く能力を獲得。無属性攻撃で威力も侮れないが、反動でドスファンゴ自身が宙を舞うというお茶目な側面もある。MHFの公式twitterのフォロワーが1万人を突破した際と2万人を突破した際に、視界を完全に覆い尽くすほどの超巨大なドスファンゴがイベントクエストとして配信された。

### コンガ
- 登場作品：MH2／MHP2／MHP2G／MH4／MH4G／MHXX／MHWs／MHF
- 作品中の分類：尖爪目堅歯亜目鈍牙上科コンガ科
- 全長：

太った猿のような姿のモンスター。桃色の毛皮を持ち、頭頂部の毛は緑や黄色の交じり合った極彩色。密林や沼地などに生息する。キノコを好み、ハンターがキノコを所持していると、それを目当てに出現することがある。縄張り意識があり、侵入者を見つけると立ち上がり身体を震わせ威嚇する。放屁で攻撃をしてくることがあり、攻撃を受けると屁の臭いが体やアイテムに残る。その間は口に入れるタイプのアイテムが使用不能となるが、一定時間の経過や消臭玉の使用で解消される。

### ババコンガ／ババコンガ亜種
- 別称（原種）：桃毛獣（ももけじゅう）
- 別称（亜種）：緑毛獣（りょくけじゅう）
- 登場作品（原種）：MH2／MHP2／MHP2G／MH4／MH4G／MHXX／MHWs／MHF
- 登場作品（亜種）：MHP2G／MH4／MH4G
- 作品中の分類：尖爪目堅歯亜目鈍牙上科コンガ科
- 全長：約984センチメートル／全高：約361センチメートル／脚裏のサイズ：約52センチメートル
- テーマ曲：密林の無法者(MH2〜MHP2）[2]、密林の大食漢(MHF〜MHP2G、MHXX)[3]

基本的にはコンガと同種だが、群れのボスとなり頭頂部の毛を木の実や草の汁でまとめ上げ、自らがボスであることを主張するようになった個体をババコンガと呼ぶ。体も通常のコンガより大きく、爪も長く発達している。尾で物を掴むことができ、キノコや鉱石、骨などを持ち歩いていることがある。戦闘中に放屁することがあり、ハンターが浴びるとコンガ同様にアイテム使用制限の効果を受ける。自分のフンを尻尾で掴んで投げつけることもある。また、毒テングダケ、マヒダケ、ニトロダケなどを食べ、その成分と体内の酵素を利用して毒や麻痺、炎のブレスを吐く。ただし、生肉系の罠に含まれる毒素は調合の際に変質しているため、体内で分解できずに状態異常に陥ってしまう。角質状の腹を膨らませ、仁王立ち状態になることがある。その場合、腹部への攻撃は弾かれてしまい､近くにいると腹に弾き飛ばされてダメージを受ける。ひとたび食料を目にするとハンターとの戦闘中でも食べ始める。
特異個体は、ジャンププレスのときに3回連続でバウンドしながら広範囲に影響を及ぼす放屁を放ったり、立ち上がって腕と尻尾を器用に使いながらフンを4回連続で投げつけるなど、悪臭に関わる攻撃が強力になっているほか、発生させる龍風圧と倒れこんでからの大暴れ攻撃で隙が非常に少なくなった。体内には毒、麻痺、睡眠、炎の4種類の成分を常に溜めこんでおり、対応するキノコを食べることなくそれらを自由自在に吐き出すことが可能となっている。また、外見ではトサカと尻尾でつかんでいるものが巨大化している。
MHP2Gでは緑色の体毛をした亜種が登場する。同時に三つのフンを投げつけたり、腹を強く叩いてから広範囲に影響を及ぼす「大放屁」を放つなど、行動に変化が見られる。亜種は原種の弱点である火属性に耐性を得たが、氷属性にはむしろ弱くなってしまっている。MH4の亜種は放屁に爆破属性が付加された攻撃をすることがある。MH4GのG級クエストでは原種、亜種ともにぶら下がり時の放屁攻撃が追加されている。MHFのG級では押しつぶし攻撃や腹ガードからの復帰時などの動作と同時に、正面へ悪臭ブレスを放つようになっている。また、頻度が少ないので認知度は低いが咆哮を行う際にも放射状に口臭ブレスを放出する。
2013年4月16日には一日限定で、MHFからMHF-Gへのバージョンアップの記念としたイベントの最後して、顔が同ゲームプロデューサー杉浦一徳のものになっている巨大なババコンガ「???」が登場。よく見ると背中にファスナーがついており、ババコンガの着ぐるみを着た杉浦一徳だということがわかる。着ぐるみらしくお腹に金色の文字で「Frontier」とプリントがしてあったり、通常のババコンガがキノコなどを掴んでいる尻尾には、翌日の4月17日に発売する「モンスターハンターフロンティアG G1プレミアムパッケージ」を代わりに掴んでいる。ハンターと遭遇するとババコンガのように威嚇を行うのではなく、試合開始とでも言うかの如くハンターに対し直立して一礼をする。基本的な攻撃方法はババコンガ特異個体に準じているが、放屁やブレス攻撃などは行わない。引っ掻き攻撃を行うたびに花吹雪が周囲に舞い、フン投げの代わりに前述のG1プレミアムパッケージを連続で投げつけてくる（これを食らうとハンターの体力が回復する）。また、設置した筒から花火を放つこともあり、これが炸裂すると「Gもよろしく」という6文字が花火で演出される。ハンターから攻撃を受けても出血することはなく、着ぐるみが少しずつ破れるかのように白い綿が飛び散り、さらに頭部を部位破壊すると被っている白い帽子が飛ばされ、討伐された際は一旦倒れ込んでから起き上がりハンターの「手を振る」のモーションをとるなど、徹底的におふざけが入ったネタモンスターとなっている。また、このババコンガの着ぐるみを着た杉浦一徳を討伐するとモンスターリスト上は「ババコンガ」として扱われ、4月17日朝6時からメンテナンス開始までの1時間の間だけ戦えた最大サイズの個体は2164.8cmのババコンガとして記録された。
2014年のエイプリルフールでは、ひどい便秘で（おそらく腸閉塞となり）心停止状態となったババコンガを救うという内容のクエストが配信された。クエスト中はこのババコンガの糞と放屁で密林全体が煙幕のような悪臭ガスに包まれた状態となっている。電気ショックと心臓マッサージとして雷属性の打撃武器で倒れたババコンガを攻撃することとなり（なお、違う属性や斬撃武器で攻撃するとババコンガは完全な心停止となり死亡、クエスト失敗となる）、叩くたびに腹に溜まっていた大量の糞と屁を放出し、完全に助けた際には巻き込まれると即死級威力を持つ爆発的な放屁を行う。

### ブランゴ
- 登場作品：MH2／MHP2／MHP2G／MHX／MHXX／MHWs／MHF
- 作品中の分類：尖爪目堅歯亜目鋭牙上科ブランゴ科
- 全長：

雪山に生息する白色の毛並みの牙獣種。コンガ同様に猿型の生物だが、こちらは細身の体型でマンドリルのように鮮やかな色合いの顔を持つ。組織的意識が高く、群れになって前後左右に軽快に飛び回り獲物の狩りを行う。また、リーダーのドドブランゴから招集があれば即座に駆けつける。ドドブランゴの怒りの咆哮を聞くと、「雪だるま」効果はないが、氷の塊を投げつけてくるようになる。

### ドドブランゴ／ドドブランゴ亜種
- 別称（原種）：雪獅子（ゆきじし）
- 別称（亜種）：砂獅子（すなじし）
- 登場作品（原種）：MH2／MHP2／MHP2G／MH4[1]／MH4G[1]／MHX／MHXX／MHWs／MHF
- 登場作品（亜種）：MHP2G
- 作品中の分類：尖爪目堅歯亜目鋭牙上科ブランゴ科
- 全長：約858センチメートル／全高：約412センチメートル／脚裏のサイズ：約74センチメートル
- テーマ曲：白い闇の住人(MH2〜MHP2)[4]、怒れる雪獅子(MHF〜MHP2G、MHX、MHXX)[5]

雪山に生息する牙獣種ブランゴのリーダー。口腔に収まりきらないほどの大きな牙と、長い髭を持ち、水色の頭頂部が大きく突き出しているなど、通常のブランゴとは外見上も違いが多い。その大きな牙は群れの長の象徴であり、これを失うことは権威の失墜を意味する。群れに対して強い統率力を持ち、雄たけびによってブランゴを呼び寄せるが、前述の理由により、牙を破壊されると呼び寄せることができなくなり、ハンターの耳を塞がせる効果も無くなる。俊敏性と跳躍力に優れる。雪の塊を投げて攻撃したり、雪の中を潜って奇襲を仕掛けてくる。また、ブレスを吐くこともある。このブレスは「雪だるま」の効果を持ち、ギアノスの氷液などより威力も高い。特異個体は投げつける氷塊が同時に3つになり、ブレスの効果範囲が非常に広くなっているほか、後退しながら一度に180度逆を向く特殊な動きを見せる。MHFのG級クエストでは雪だるまを投げ上げる攻撃を行わなくなった代わりに、雪を掴んで前方へ投擲し、その雪玉と破片で広範囲を攻撃するようになった。
MHP2Gでは、砂漠に生息する赤茶色の体毛をした亜種が登場する。主に巨大な岩を投げつける攻撃や、砂を猛烈な勢いで吹き付けハンターの目をくらます攻撃を使う。単独で行動し、子分のブランゴを呼ばない。また、砂漠の気候に適応した結果、原種とは逆に熱には強く、冷気に弱い。

### ラージャン／激昂したラージャン
- 別称（通常個体／特殊個体）：金獅子（きんじし）
- 登場作品（通常個体）：MH2／MHP2／MHP2G／MH4／MH4G／MHX／MHXX／MHWI／MHR／MHRS／MHF／MHXR
- 登場作品（特殊個体）：MHP2G／MH4／MH4G／MHX／MHXX／MHWI／MHRS／MHXR
- 作品中の分類：尖爪目堅歯亜目ラージャン科
- 全長：約1008センチメートル／全高：約649センチメートル／脚裏のサイズ：約149センチメートル
- テーマ曲：黄金の鬣

巨大な猿のような体躯と、山羊の角のような捩れた二本の角が横からつき出た頭部を持つモンスター。金獅子と呼ばれる由来は、激昂時に毛が逆立ち金色を帯びるためである。「超攻撃的生物」と呼ばれており、その力は唯一古龍に匹敵すると伝えられている。実際にも古龍種に匹敵する戦闘能力と危険性を持ち、ラージャンが出没した地域一帯はモンスターが逃げ出す（MH4では逃げ出さなくなった）。視界に入ってきた者には人であれモンスターであれ徹底的に攻撃をしかける。そのため、姿を見て生き延びた者は極めて稀である。かつては情報が少なく、生態は非常に謎が多かった。「黒い身体だった」「金色の身体だった」「輝く翼で空を飛んでいた（これは激昂し金色の体毛が逆立った状態で大跳躍したことで、金色の体毛が翼のように見えたというのが実態だった）」等、目撃情報が一定せず錯綜していたため、一時期は分類不能な生物として古龍種を担当する研究者が調査を行っていたが、MHP2の頃には情報が整理され、攻撃的な特徴を持つ牙獣種という位置付けになっている。以上の理由から、未熟な下位ハンターに狩猟させるのは危険なので、上位からの狩猟が許可されている。
MHP2Gでは、「激昂したラージャン」と呼ばれる常に怒り状態の極めて凶暴な特殊個体が存在する。この個体は、さらに一段階上の怒り状態が存在し、全身が電撃に包まれ、驚異的な破壊力を発揮し、攻撃の範囲・射程が広くなる。尻尾がすでに破壊されているため、怒り状態を解除することもできないが、前述表記の通り、常時怒り状態なためにフットワークで動いた後、バックジャンプをする傾向にある。なお、激昂したラージャンはMHP2Gでは動きが通常種よりもやや鈍くなるという弱点もあったが、MH4ではスピードも強化される。MH4Gでは旅団のG級クエストにも登場する。
MH4では怪力を生かした拘束攻撃や、地中の巨大な岩石や瓦礫をくり抜いて投げつける攻撃などが追加された。時間経過で形態が変化し、前腕が「闘気硬化」によって格段に堅くなり、より攻撃的になるが、代わりに後ろ足の肉質が軟化する。MH4Gでは狂竜化個体や極限状態のラージャンが登場する。G級個体はローリングアタックが強化され、2～3回もの連続攻撃を繰り出してくる。極限状態は下半身が硬化するため、闘気硬化状態であるとほとんど隙が無くなる。この個体固有の攻撃として岩石投げの岩がグラビモス並の巨大な物になっている。イベントクエストでしか単体の通常個体と戦うことが出来ない。
変種は属性攻撃がほとんど通用せず、肉質も大幅に硬化しているなど防御面に大幅な強化がかかっている。特異個体は目が青く、常に怒り状態で、黄金の毛は下半身に届く程長い。さらにその怒りを超えて帯のような金色のオーラがラージャン自身を取り巻く激昂状態を秘めている（見た目とともに特殊個体の激昂状態とはまた異なる）。攻撃力が凄まじく上昇しているのに加え、ローリングアタックや連続で殴りかかる攻撃は追尾性能が大幅に向上し、龍風圧で怯んだハンターを殴打する高速のラリアット攻撃や叩きつけ時に前後に衝撃波が発生する空中回転攻撃、口から吐くビーム状ブレスは波動を纏って攻撃範囲がさらに広がり、上空に飛び上がってから急降下して地面に拳を叩きつける攻撃は剣士にとって大きな脅威となる。なお、バックジャンプにも放電が付加し、連続の連打攻撃は途中で一度バックジャンプしてから再び殴りかかってくる性質があるため、既存の「股下に潜る」という戦法が取りづらくなっている。激個体は常に怒り状態となっているが、激昂状態は持たない。周囲に大きく放電する雷弾ブレスや巨大な衝撃波を伴う気光ブレスを吐き、これらの技が特異個体にそのまま流用されている。
また、ラージャンの特異個体の中でも特に激昂時に異質で強力な赤いオーラを放つラージャン「赤き金獅子」が存在する。この特殊な個体は通常時には既に金色のオーラを纏った激昂状態であることからも分かるように、特異個体ではない通常の個体と比べて三段階上の怒り状態を持つ。特徴的なこととして、絶命まで転倒はおろか怯みすら一切せず、尻尾は切断不可能、状態異常や罠も通用しないほか、激昂時の赤いオーラはガンナーの拡散弾を無力化してしまう。用いる全ての技が攻撃力、攻撃範囲、追尾性能、攻撃速度のいずれも大幅に強化され、頭上に作り出した巨大な光球で周囲を光の海と化して超広範囲を吹き飛ばす一撃必殺の攻撃を使用する。この赤き金獅子はラージャン変種特異個体のクエストを受注したときに低確率で出現し、これを討伐すると、討伐の証として[金獅子の王牙]というアイテムが入手できるが、その希少さ故に、加工方法が確立されておらず、値段もつけられていない。赤き金獅子は史上最高ランクであるハンターランク999のクエストとして期間限定で配信されており、これに勝利すると金獅子の王牙が入手できるほかに、特設の公式ページにハンターネーム・使用した武器・クリアタイムが載るという一大イベントとなっていた。MHFの運営チームの記録によれば、約27万回の挑戦のうち、その成功率はわずか6％弱であったが、運営チーム曰く「予想を上回った」とのこと。MHFのG級クエストでは通常の気光ブレスの代わりに、自身の体格に匹敵するほどの超巨大な気光弾を充填し、放電とともに前方へ発射する大技を得た。この気光弾は凄まじい威力を誇り、着弾すると超広範囲にドーム状の気光を放って周囲を吹き飛ばす。なお、G級クエストでは前述の赤き金獅子は通常出現しないが、特別なイベントクエストでのみランダムではなく正規に登場することがある。特に赤き金獅子が2頭同時に登場するクエストでは、2頭が高速回転しながらフィールドを駆け巡ったあとに衝突を起こし、フィールドのほぼ全域を吹き飛ばす大技を行うほか、1頭が討伐されると残った1頭が憤激し、黒い雷を纏ったさらなる段階「赤き鬼神」へと変貌する性質を持つ。赤き鬼神と化したラージャンは高速回転からのパンチで後方へ複数の地面隆起を発生させたり、上空へ飛び上がってから繰り出す急降下正拳突きを2連続で放つなど行動パターンがより苛烈になる。

### アオアシラ／二つ名アオアシラ／ヌシ・アオアシラ
- 別称（原種／ヌシ）：青熊獣（せいゆうじゅう）
- 別称（二つ名）：紅兜（べにかぶと）
- 登場作品（原種）：MHP3／MH3G／MH4[1]／MH4G[1]／MHX／MHXX／MHR／MHRS／MHXR
- 登場作品（二つ名）：MHX／MHXX
- 登場作品（ヌシ）：MHR／MHRS
- 作品中の分類：尖爪目堅爪亜目熊獣下目アシラ科
- 全長：約570センチメートル／全高：約285センチメートル／脚裏のサイズ：約66センチメートル
- テーマ曲：牙獣現わる[7]

温暖湿潤な渓流や孤島に生息する青色の毛を持った熊型の牙獣種。魚やハチミツが主食であり、ハンターがハチミツを所持していると捕食行動を取ることもある。鋭い爪と厚い甲殻を持つ前足は非常に発達しており、爪による連続攻撃を得意とする。また、上位クエストのアオアシラはヒップアタックで背後にいるハンターを押しつぶす攻撃を行ってくることもある。アオアシラが生息しているユクモ村付近ではハチミツ狙いによるアオアシラの被害が多い。音に敏感なことから村民は渓流を移動する際には音爆弾などで音を立てて移動するようにしている。体毛は青く美しく、その姿から「青熊獣」と呼ばれている。G級の個体は、怒り時に前足での引っかきを5回連続で行ってくるようになった。なお、特定のダウンロードクエストでは大きなアオアシラが出現する。クエストの名称には「巨大」と入っているが、特定のクエストにおけるハプルボッカほど極端に巨大な個体ではない。
MHXでは、二つ名持ちモンスターと称される特殊個体モンスターが登場。咆哮(小)が追加される。
MHRでは、ヌシと称される特殊個体モンスターが登場する。通常のアオアシラよりも遥かに巨大な体格であり、体色も黒みを帯びている他、嵐に巻き込まれたかのような傷跡が全身に見られる。前脚は通常個体と比較して著しく発達している。

### ウルクスス／二つ名ウルクスス
- 別称（原種）：白兎獣（はくとじゅう）
- 別称（二つ名）：大雪主（おおゆきぬし）
- 登場作品（原種）：MHP3／MH3G／MH4／MH4G／MHX／MHXX／MHR／MHRS／MHXR
- 登場作品（二つ名）：MHX／MHXX
- 作品中の分類：尖爪目堅爪亜目兎獣下目クスス科
- 全長：約535センチメートル／全高：約280センチメートル／脚裏のサイズ：約72センチメートル

凍土などの寒冷地帯での生活に適応した牙獣種。「白兎獣」の別名の通り兎の様な長い耳と、保温性の高い白毛が特徴。草食傾向の強い雑食性であり、植物のみならず、時には肉も食する。溝のある腹甲で氷上を滑って突進するほか、雪塊を投げ飛ばしてきたり、アオアシラ同様爪で攻撃してきたりもする。雪塊に当たると、氷属性やられになってしまう。G級クエストに出現するウルクススは雪塊を転がして攻撃してくるが、この雪塊は転がって行くにつれ大きくなる。キノコなどの食料を地面に埋めておき、後から掘り出して食べる習性があり、スタミナを消耗すると埋めておいた食料を食べて、回復をはかる。極寒の環境で鍛えられた耳は甲殻の様に固く鋭いが、音爆弾等の爆音に弱い。特定のダウンロードクエストでは、ハンターより小さなウルクススが出現する（逆に最大金冠が確定するほど巨大なウルクススが登場するダウンロードクエストも存在する）。
MHXでは、二つ名持ちモンスターと称される特殊個体モンスターが登場。

### ラングロトラ
- 別称：赤甲獣（せきこうじゅう）
- 登場作品：MHP3／MH3G、MH4[1]／MH4G[1]／MHX／MHXX／MHR／MHRS／MHXR
- 作品中の分類：尖爪目堅爪亜目甲獣下目ラングロトラ科
- 全長：約714センチメートル／全高：約306センチメートル／脚裏のサイズ：約121センチメートル

火山や砂原などの暑い環境に生息する牙獣種。溶岩の熱にも耐える硬度と火耐性、弾力性のある甲殻を持ち、体をアルマジロの様に丸めることが可能で、ウラガンキン同様、移動などの際には丸まって行動する。その様子から「赤き獣弾」とも呼ばれる。戦闘では、前述の通り体を丸めて転がってそのまま体当たりしたり、前脚の大きな爪を振り回したり、身体のバネや甲殻の弾力性を利用し、ゴム毬のように辺りを跳ねまわったり、
時には自身の体高の数倍の高さまで飛び上がり、そのまま外敵を押し潰したりする他、強力な麻痺性の唾を吐いたり、体全体から悪臭を放出したりする。これは餌として摂取している甲虫の体液に含まれる成分による物。また舌が非常に長く、遠く離れたハンターをこれで引き寄せたりもする。G級クエストのラングロトラは舌を縦横無尽に振り回し広範囲を攻撃することができる。甲虫種を好み、疲労時には巣へと捕食に向かう。

### ケチャワチャ／ケチャワチャ亜種
- 別称（原種）：奇猿狐（きえんこ）
- 別称（亜種）：白猿狐（はくえんこ）
- 登場作品（原種）：MH4／MH4G／MHX／MHXX
- 登場作品（亜種）：MH4G
- 作品中の分類：尖爪目飛膜獣亜目ケチャワチャ科
- 全長：約886センチメートル／全高：約385センチメートル／脚裏のサイズ：約242センチメートル
- テーマ曲：金色の追憶[8]

MH4から新しく登場した牙獣種。木の上での生活を好み、木から木へと飛び移るため、手には鋭い鉤爪があり、尻尾には鉤のような物がある。この爪を用いて、まるでテナガザルのように頭上のツタを伝って移動する。また、体には皮膜もついており、これを使ってモモンガのように滑空することができる。MH4の特徴である段差を利用した二重床を巧みに利用し、素早い動きで上へ下へとハンターを翻弄する。テングザルのように伸びた鼻を持つ。この鼻から粘液を飛ばす攻撃をしてくる。この攻撃には水属性があり、当たると水属性やられになる。今のところ、唯一の水属性を用いる牙獣種である。頭部についた耳も特徴的。これを閉じると、黒い模様が目玉に見え、さらに牙に見える突起物もあるため、これでハンターを威嚇する。
MH4Gでは白色の体毛をした亜種が登場。原種とは違い鼻から火属性の粘液を出す。耳の肉質も固く常に耳を閉じて頭部を守っている。

### ガムート／二つ名ガムート
- 別称（原種）：巨獣（きょじゅう）
- 別称（二つ名）：銀嶺（ぎんれい）
- 登場作品（原種）：MHX／MHXX／MHXR。MHXの4大メインモンスターの一つ。
- 登場作品（二つ名）：MHXX
- 作品中の分類：長鼻目頭殻亜目ガムート科
- 全長：
- テーマ曲：不動の山神

雪山や氷海などの寒冷地を根城とする超大型の牙獣種モンスターで、別名は「巨獣」。古龍種や古龍級モンスターを除いた全モンスターの中でも最大級の体躯を有するマンモスに酷似した姿を持ち、先端の裏に複数のスパイクが付いた長大な鼻とヘラのような形状をした反り返った豪壮な牙が特徴。全身は赤と蒼の鮮やかな体毛に覆われ、頭部および四肢は独特な構造をした分厚い甲殻で守られており、加えて尾や四肢など身体の一部に固まった雪を纏う性質を持つことが判明している。
ポポと同じく見た目の通り草食に分類されるモンスターであるものの、縄張り意識が強く外敵を発見すると積極的な排除行動に出るなどポポとは比較にならないほど極めて荒々しい気性の持ち主で、雪山の生態系の頂点に立つティガレックスの襲来にも怯むことはないなど、その圧倒的な戦闘能力と存在感から一部では神格化されており「不動の山神」の異名で呼ばれる。その巨体ゆえかかなりの大食いであり飢餓状態に陥るとさらに凶暴性が増し、山の近くにある村々を襲っては家屋を破壊してそれに使われている木材を食べてしまうこともあるという。
動きこそやや鈍重だが、その巨体を存分に活かしたダイナミックな戦法を有しており、体を持ち上げてからの踏みつけ攻撃は人間を天高く吹き飛ばしてしまうほどの威力と衝撃を生み、さらに頭を下げて相手に向かって高速で突進をかまして来たりする。さらにその長い鼻を器用に使って相手を拘束したり、巨大な雪球を作ってそれを投げ飛ばすこともできる。そしてその肺活量は人間程度の生物なら簡単に引き寄させられるほどの吸引力を持っており、鼻で大量の雪を吸い込んでそれから作り出した氷弾を飛ばしてきたり、その雪を広範囲に撒き散らして敵を凍りづけにする猛吹雪を発生させられる。四肢の甲殻は雪や氷を付着させやすい形状になっており、その四肢に付いた雪塊を踏みつけ攻撃の際に炸裂拡散させ、その攻撃範囲をさらに広げてくる。ガムートはこれを意図的にやってるらしく定期的に雪を吸い上げては自分の身体に吹きつけて何度も四肢に雪を纏わせようとする。ただし、足の甲殻部分が傷ついてしまうと雪の装着は不可能になる。
ポッケ村の村長いわくガムートの巨体はティガレックスの爪牙もそう簡単には受け付けないとされるが、それは成体の話であり、幼体時はまだ小柄で非力なためティガレックスなどの大型肉食獣に対抗する術を持たず狙われやすいことから保護色として体毛が白くなっている。さらにこの時期のガムートの親子はポポと半共生関係を築いており、ガムートの幼体はポポの群れの中に混ざり込みポポ側もその間はガムートを同じ群れの仲間として扱うのだが、そうすることで幼体は外敵から狙われにくくなり、成体はその群れに外敵が迫ると自ら立ち塞がって幼体をポポの群れごと守ろうとするなど、結果としてポポとガムートの幼体は相対的にお互いの生存率を上げている。また、幼体時に受けたティガレックスへの恐怖心が大きければ大きいほどその個体が成長した際に抱くティガレックスに対する敵愾心が強くなると言われている。
MHXXでは、二つ名持ちモンスターと称される特殊個体モンスターが登場。

### ブンブジナ
- 別称：狸獣（りじゅう）
- 登場作品：MHR／MHRS
- 作品中の分類：尖爪目堅爪亜目狸獣下目ブンブジナ科
- 全長：

狸のような姿をした小型の牙獣種。外見的な特徴として、全体的に丸みを帯びた身体と背中に並ぶ棘などがある。
「引火液」と呼ばれる揮発性の強い体液を持っており、普段はこの体液が気化したガスを体内に溜め込んでいるために身体が丸々と膨らんで見えている。この膨らんだ身体が強い衝撃を受けると、体外へガスが漏れ出すと同時に爆発し、自分ごと周囲を吹き飛ばすという過激な性質を秘めている。爆発はあくまで小規模に留まり、その爆発によってブンブジナが絶命することはない。

### ビシュテンゴ／ビシュテンゴ亜種
- 別称（原種）：天狗獣（てんぐじゅう）
- 別称（亜種）：緋天狗獣（あけてんぐじゅう）
- 登場作品（原種）：MHR／MHRS
- 登場作品（亜種）：MHRS
- 作品中の分類：尖爪目飛膜獣亜目天狗獣下目ビシュテンゴ科
- 全長：

山林に生息する牙獣種。烏天狗のような風貌をしており「天狗獣」と称される。頭好奇心旺盛で悪戯好きな性質であり、近くを通る生物に柿を投げつけて反応を楽しんでいる様子が目撃されている。手当たり次第にちょっかいをかける様から「山林の荒法師」の異名を持つ。雑食性で、特に柿を好んで食べる。
頭襟のような角があり、その角と繋がった嘴のような器官を有する。頭襟のような角の長さで同族間での地位が決まるとされ、悪知恵が働く個体ほど角が大きく成長するという噂もあるらしい。前足には「腕羽」と呼ばれる小ぶりな翼のような器官を生やしており、どんな体勢でも上手くバランスを取れるように発達した器官であり、この腕羽を用いることで、完全な飛行を行う事ができる。尻尾は発達しており、普段は窄まっているが、先端部が手のような構造をしており、5方向に展開できる。この尻尾を実際に手のようにものを握ったり、地形や木、壁をしっかりと捉えて張り付いたり、絡ませて逆さまにぶら下がったり、尾先を支点にして立ち上がり、その状態で独楽のように回転しながら地面を滑るように移動するといった器用な動き方も可能である。また尻尾には尾甲を有しているため頑丈であり、特に強靭な個体の尻尾は勢いよく叩きつければ岩石をも穿つ殺傷力を持つ。腹部にある袋状の器官の中に収集した食物を溜め込む習性があるが、そのほとんどが柿である。この袋は収納している食物を急速に熟成させる性質があり、袋の中で熟成された柿は、その過程で特異な性質や毒性を得ている場合もある。特に毒々しい紫色の果汁が染み出した柿や、一部の個体が用いる緑色の柿は、別々の強い毒性を持っている事が確認されている。また、やけに眩しく輝く柿を取り出す事もあり、こちらは割れると同時に強い閃光を発する。ビシュテンゴはそのような柿の性質を理解した上で後述のように武器として活用してくる。
戦闘時は袋の中に隠し持っている大量の柿や頑丈で強靭な尻尾を主な武器としている。前脚や尻尾で持った柿を投げ付けたり、叩きつけたりする。他にも錐揉み回転しながらの突撃なども仕掛けてくる。上述の通り尻尾を利用して不規則に動き回るので、翻弄されやすい。武器として使ってくる柿は「デカデカ柿」「ドクドク柿」「ピカピカ柿」の3種類ある。デカデカ柿は主に手か尻尾で投擲する際に用いられ、自身の隙を補うようにして投げてくる。ドクドク柿は尻尾で掴んだ後地面に叩き付けて毒煙を発生させ、ピカピカ柿はその場で高く飛び上がって地面に叩き付けることで閃光を発生させる。上位からはドクドク柿から麻痺になる煙を発生させる「シビシビ柿」に変わってくる。
一部地方ではビシュテンゴは「神の使い」として奉られており、
質の良い爪はお守りの首飾りに加工される事などから高額で取引されている。
ケチャワチャとは皮膜獣亜目から分岐した近縁種である。
MHRSでは赤茶色の体毛を持った亜種が登場。
通常種以上に高い知能と危険度を有しており、性格は通常種にも増して好奇心旺盛で悪戯好きで、かつての城塞高地においても平気で住民の前に姿を見せていたという。
基本的には森林地帯に生息しているとされるが、通常種と比較してやや乾燥した環境を好むらしく、通常種が発見された事例が無い砂原にて目撃された事もある。
炎熱に対して耐性を持っており、全身に密に生え揃った体毛は保温性が高く、空気を多く蓄える事から高温の外気を通さない機構になっている他、前脚や尻尾の爪は不燃性と耐熱性に優れており、後述の燃え盛る松ぼっくりを手にしても焦げ跡すら残さない。また、頭頂部に生える頭襟のような角は触角のような感覚の鋭敏さを持ち、この角を用いて風の行く末を感じとり、獲物の居場所や火の粉の動きを感知する事が出来ると言われている。通常種が好物の柿を腹袋に蓄えて行動するのに対し、ビシュテンゴ亜種は巨大な松ぼっくりを収集して腹袋に蓄える習性を持つ。この松ぼっくりは滋養強壮効果を持つ成分を含み、一部では食材としての研究も進められている代物だが、可燃性が強く、擦り合わせた摩擦熱でも容易に発火するほどである。また、一度火が着けば瞬く間に全体が赤熱し、その数秒後に爆発するという高い危険性を秘めている。ビシュテンゴ亜種は、この松ぼっくりを戦闘にも用いており、松ぼっくりを発火させて、外敵へ投げ付けて爆撃するという過激な戦法を得意とする。
戦闘時には上記のように松ぼっくりによる爆撃を多用し、単純に投げ付けるだけでなく、手や尻尾で直接叩きつけたり、独楽の様に回転させながら地面を走らせるなど、非常に器用な戦い方をする。他に直線上に放つ炎のブレスもしてくる。

### ゴシャハギ
- 別称：雪鬼獣（せっきじゅう）
- 登場作品：MHR／MHRS
- 作品中の分類：尖爪目堅爪亜目鬼獣下目ゴシャハギ科
- 全長：

寒冷地に生息する大型の牙獣種。鬼のような厳めしい風貌をしており「雪鬼獣」と称される。後頭部も含めた胴体全体を覆う分厚い毛皮と、丸太のように太く強靭な四肢が特徴。顔面や四肢など地肌が露出した部分は青白く、毛皮は腹部側は茶色、背面側は白色に分かれている。前脚には5本の指と鋭い鉤爪を備えているが、普段はその爪を隠すように拳を握り、四足でゆっくりと歩行する。指の付け根には「拳爪」と呼ばれる突起物が生えており、四足歩行時はこれが蹄のような役割を果たし、外敵や獲物を攻撃する場合はこれもまた凶悪な武器と化す。また、獲物や外敵を発見すると後脚だけで立ち上がり、隠していた爪を見せつけるように拳を開く。
最大の特徴として、ゴシャハギの体内を循環する体液は熱しやすく冷めやすい性質を持っており、興奮状態に突入して体温が上昇することでこの体液も高温化し、それに伴って顔面や四肢が赤く変色した「過熱状態」と呼ばれる姿へ変貌し、興奮と体温の上昇により強化されたことで平常時より強力な肉弾攻撃を繰り出せる状態となる他、時には滅多に使用しないブレス攻撃を繰り出すようになるという変化も見られる。そのブレス攻撃は大きく息を吸い込んだ直後に大量の冷たい液体を口から勢いよく放出するというものであり、この液体は前述の体液の一部や事前に体内に取り込んだ雪を自分の体温で溶かして蓄えていたもので、これを呼吸によって新たに取り込んだ周囲の冷気で再度冷却して吐き出している。そして、その液状のブレスを自分の腕に浴びせて凍り付かせる事で、腕そのものを氷の武器と化すことができる。氷の武器の造形はゴシャハギの思うままだが、特に荒削りの大剣や包丁にも見える形状に仕立て上げる場合が多い。状況によっては両腕に氷の刃を作り出したり、丸みを帯びた形状の氷塊を生成して鈍器のように扱ったり、形成した氷塊を自ら地形に叩きつけて破壊し、その破片を投げつけるように打ち出すなど、様々な応用を見せる。一方、纏った氷塊は意外に外的な衝撃には脆く、集中的に攻撃を受けると砕け散ってしまう事もある。また、興奮時に赤く染まった部位は普段よりも柔らかく、攻撃が通りやすくなる。
極めて凶暴な性質を持っていて、ポポやガウシカを捕食する。食料に対しての執念は凄まじく、たとえ獲物の姿が直接確認できていなくとも、僅かな物音にも敏感に反応し、巨体からは想像し難いほどの運動能力で以て襲い掛かる。食事の際には前脚は使わず、横たわる獲物の肉に直接喰らい付く。食料が乏しい環境で体温を保つために大量のエネルギーを必要としており、決められたテリトリーを持たず、夜間を中心に獲物を求めて雪原を徘徊している。食欲旺盛で餌場を荒らされる事を極度に嫌うヨツミワドウとは、犬猿の仲であり殴りつけるように争う。
腕力と脚力が相当発達しており、大地を叩き割るような強烈な一撃を繰り出したり、時には自分の体高以上の高さまで跳躍したりする。
戦闘では、基本的に前脚や鉤爪を主たる武器として振り回し、上述のように氷のブレスを吐いたり、そのブレスで腕に生成した氷の武器を用いた攻撃を仕掛けたり、高い跳躍力で相手の頭上を跳び越えてその背後や死角に着地してから襲い掛かるなどの戦法を披露する。
素材は有用性が高く、体毛は防寒着の素材として広く流通している。かつては上質な雪鬼獣の毛皮に魅了されたとある雪国の将軍が、戦を起こしてでもこれを欲したという。また、一部の強靭な個体からのみ得られる「雪鬼胆」と呼ばれる胆嚢は、古来から万能薬の素材として有名であるが、外気に弱い性質から優良な素材として利用できるほど状態の良いものは滅多に入手できず、市中に出回っているものも一部存在はするが、新鮮なものとは効力がまるで異なるという。

### ガランゴルム
- 別称：剛纏獣（ごうてんじゅう）
- 登場作品：MHRS
- 作品中の分類：
- 全長：

メル・ゼナ、ルナガロンと共に数えられる王域三公の一匹。牙獣種の中でも抜きん出た巨体と質量を誇る重量級モンスター。重厚かつ強靭な身体と牙獣種のモンスターにしては珍しく、全身が苔生した頑丈な鱗や重厚な甲殻に覆われていることが特徴的であり、まるで緑と黄色の入り混じった鎧を纏っているかのような印象を受ける。加えて体表から分泌される「体肥液」と呼ばれる黄土色の液体で植物の成長を促し、更には土砂に爆発性を与え、熱を帯びた溶岩として固めて身に纏う習性を持っており、そのような性質から「剛纏獣」という別名でも呼称される。また、圧倒的な巨体と「怪力の化身」や「剛力の怪物」などとも評されるほどの剛腕の持ち主であり、縄張りの中を悠然と闊歩する姿には相当な威圧感を覚える。
外見に反して普段は非常に温厚且つ臆病な性質で、大人しいモンスターとされ、雑食性でもあるため、地中に埋まっているキノコや尻尾で耕し軟らかくした土、時には魚などを獲物として捕らえて食べたりして暮らしている。しかし、急激な環境の変化や外敵の襲来で自身や縄張りが危険に曝されると、激しい興奮状態となって危険度が急激に増大する場合がある。縄張りの防衛などでひとたび戦闘になると巨大な身体と怪力を用いた攻撃をしてくる。
巨体と比較して細く短い尻尾の先端には「尾爪」と呼ばれる鍬のような平たく硬い爪が発達しており、この尾爪を利用して上述の通り、地面を掘り返し、地中に眠っているキノコなどを掘り出しては土ごと口に運ぶ姿がよく見られる。この行為は単なる栄養補給のためだけでなく、実際に土壌を耕しているに等しい効果もあり、前述の体肥液の効能も掛け合わせる事で縄張りの自然をより豊かなものにしていく。
戦闘では上述のように巨大な身体と怪力を用いたパワフルな戦い方をしてくる。牙獣種の中では比較的鈍重な動きだが、巨体を活かした攻撃の数々は何れも驚異の威力を誇る。突進や圧し掛かりなど、全身を使った広範囲に対する攻撃も持ち合わせている。
単純な力業では敵対者を撃退できないと判断した場合、興奮状態がピークに達すると共に地面に両腕を突っ込み、大量の体肥液を分泌し始める。この体肥液によって地下に埋まる土砂を纏め上げ、更に外殻に生える苔などを急激に成長させる事で、右腕には可燃性の草や溶岩の塊を、左腕には大量の水分を含んだ苔を纏った「付着物纏い状態」となり、これによってそれぞれの腕に付着した物質の性質に応じた属性攻撃を繰り出すようになる。溶岩を纏った右腕はただ振り回すだけで高熱と爆発性の粉塵を振り撒き、殴りつけた物体を持ち前のパワーと爆発によって木端微塵に吹き飛ばす。また、爆発性を持つ溶岩を纏った腕を地面に叩きつけ、その衝撃によって発生した爆発を利用し、自分の体高を超えるほどの高さにまで勢いよく跳び上がり、そこから落下する勢いを乗せつつ剛腕を打ち下ろす一撃はただでさえ強烈だが、腕が叩きつけられる瞬間に属性エネルギーが炸裂する事でその威力はさらに増大する。苔に覆われた左腕は一見すると平常時と然程変わらないように見えるが、攻撃と同時に大量の水が炸裂するため、破壊力は強化されている。
これらの力を振りかざしてもなお抵抗を続ける敵に対しては、頭部にまで溶岩や苔を纏い、両眼を真っ赤に輝かせながらより苛烈に暴れ狂う。両腕を叩き合わせる事で苔から噴出した水を溶岩の熱で一瞬で蒸発させ、水蒸気爆発を引き起こすなどの意外な攻撃を繰り出す事もあり、その危険度は普段の大人しさからは想像がつかないほどに強大。ただし、溶岩や苔に覆われた両腕に集中的に攻撃を加え、強引にでも引き剥がす事ができれば一時的に大きな隙を見せる。

### ドシャグマ
- 別称：闢獣（びゃくじゅう）
- 登場作品：MHWs
- 作品中の分類：
- 全長：

大柄で強靭な肉体と薄茶色の長い体毛や尻尾、弛んだ皮膚と角のような二つの黒い瘤が印象的な獰猛さを感じられる顔が特徴の大型の牙獣種。頭部は赤くたるんで皴となった皮膚に覆われ、黒い鼻先や尖った下顎の犬歯、ライオンを彷彿とさせる首周りに生えた鬣と尻尾を持つ。一見すると目が無いように見えるが、顔の横に少し離れて小さな瞼と瞳があるのが確認できる。砂漠地帯や森林地帯に生息する。ケラトノスを顎で持ち上げ軽々と放り投げるほどの怪力の持ち主でもある。通常時には四足歩行で歩き回るが、二足で立ち上がることもできる。
性格は非常に凶暴で攻撃性が強く、高い縄張り意識と行動範囲の広さを併せ持ち、ハンターや他のモンスターに対しても攻撃的で、時には人の村にまで降りてきて群れで襲撃する事もある。どんな障害も剛力に任せて正面突破を試みる。牙獣種の中でも大型で獰猛な性質を持ちながら、ドシャグマが危険と見做される最大の理由は、比較的大きな規模の群れを形成して行動する場合がある。特に群れを率いるボス個体は赤みを帯びた体毛とより大柄な体格、そしてより一層獰猛で怖いもの知らずな性格を兼ね備えている。群れを作る主な理由は食糧の確保などをより効率的に行うためと考えられており、事実ドシャグマの獲物や食糧に対する執着心は極めて貪欲。ハンターが現地調査の拠点として設営した簡易キャンプを躊躇い無く破壊し、中に保管していた食糧を漁っていたという事例も確認されている。しかし、大抵のドシャグマは性格的に我が強く、必ずしも集団行動が得意とは言えず、そもそもドシャグマは単独でも十分に野生環境で生き抜くことができるだけの力を備えており、ボス個体も明確な指示を出しながら群れを統率しているわけではなく、最終的には自分の意思や本能に従い、勝手な行動に出る個体も多い模様。
獰猛で乱暴なドシャグマの性質は、戦闘時にもにも如実に表れており、強靭な肉体から繰り出される攻撃の数々は恐ろしいほどの破壊力を誇り、特に鋭い爪と剛腕を活かした豪快な一撃は容易く地面を割り砕き、そのまま地盤ごと捲り上げるようにひっくり返してしまうほど。また、獲物を仕留めるためなら形振構わないという粗暴さも持ち、上述のように逃げ遅れてしまった草食竜をドシャグマが突然担ぎ上げ、明らかに交戦中の外敵を狙った軌道で全力で投げ飛ばすという行動も確認されている。

### アジャラカン
- 別称：赫猿獣（かくえんじゅう）
- 登場作品：MHWs
- 作品中の分類：
- 全長：

### カム・オルガロン／ノノ・オルガロン
- 別称（カム・オルガロン）：響狼（きょうろう）、雄響狼（おすきょうろう）
- 別称（ノノ・オルガロン）：雌響狼（めすきょうろう）
- 登場作品：MHF（シーズン6.0より）
- 全長：約950センチメートル／約950センチメートル[9]

雌雄一対で行動する習性を持つ、狼をモチーフとする牙獣種。雄の個体はカム・オルガロン、雌の個体はノノ・オルガロンと別称される。一度パートナーとなったオルガロンはその後、生涯を共にする。ハンターを補足していないときはノノ・オルガロンがカム・オルガロンの身体を舐めたり、脚で毛づくろいをするなどの行動が観察できる。戦闘の際には互いの行動に合わせて動きを変化させつつ、多彩な攻撃で獲物を追い詰めるとされている。ベンチマーク【絆】のムービーでは、番の片方がブルファンゴを追い込み、片方がその先で待ち伏せするなど、連携を駆使した狩猟の風景が見られる。広い生息域を持つ狼に倣い、遠大な狩猟ルートを周回しているという設定で、沼地に生息が確認されたことも周回活動の一環として位置づけられている。そのため、時期が遅れて塔のクエストなども実装されている。オルガロンは優れた嗅覚と聴覚を持っており、音と匂いだけでも獲物の位置を正確に捕捉することができる。洞窟の共鳴効果を利用して遠い地の仲間と連絡を取り合うことから「響狼」と呼称される。オルガロンから発せられるバインドボイスは強力であり、近くに生息する生物の聴覚に甚大な影響を及ぼす性質を持つという設定がある。ゲーム中での咆哮は周囲のハンターを跳ね飛ばす威力を伴い、またガンナーの弾丸や矢は跳ね返される。バインドボイスが届く全ての範囲がハンターを吹き飛ばす判定に設定されているため、耳栓系統の防具スキルが通用せず、逆にいえば必要がない。また、雌雄ともに体毛が変化した鋭い棘状の部位が背中に生えそろっているのが特徴。強靭な心肺機能を活かし、肺の中で圧縮した空気のブレスを吐くこともある。空気ブレスのエフェクトは雌雄で若干異なる。雌雄双方とも、怒り状態になると身体の毛がやや赤く染まる性質がある。剥ぎ取れる素材のうち「真紅の毛」は、怒り状態のときに変色したこの毛を指す。なお、オルガロンに対してアイテムの閃光玉を使用すると即座に怒り状態へ移行し、ランダムボールを当てると逆に怒り状態が解除される。
雄のカム・オルガロンは銀の混ざった漆黒の毛並みと額の硬質な角飾り、長い牙が特徴の全体的に黒いモンスターである。雌のノノ・オルガロンよりも一撃が重く、攻撃力が高い。溜めてから放つ頭突きや、上空に飛び上がりながら前後一直線上に大量の棘をばら撒くなどの攻撃を得意とする。カム・オルガロンの特異個体は大きなたてがみと牙を備えており、脚が黒色で太く発達している。3連続で繰り出す空気ブレスや、全身を使って行うタックルを2連続で繰り出す、前述の棘ばら撒きを2連続で行うなど、威力が高い攻撃技を一回で複数回行うようになっている。
雌のノノ・オルガロンは純白の毛並みと背中の赤いたてがみ、雄より小さい牙が特徴の白いモンスターとなっている。攻撃力はカム・オルガロンほどではないが、フットワークが軽く、素早く動き回るなどトリッキーな面がある。空中からハンターにボディプレスを放ったり、連続で跳びかかりを繰り出すなど軽快な動作が多い。ノノ・オルガロンの特異個体は毛の白さが強まっており、特異個体カム・オルガロンと同様に四肢が太く発達している。鍛え抜かれた脚力によって、瞬時に敵の死角へ回り込んで強襲を行うという。空中で高速回転しながら大量の棘を周囲にまき散らす攻撃のほか、後ろ蹴りの際には石礫がまき散らされ、ハンターに連続ヒットして気絶の効果を与える。雄叫びをあげた際はステップをするような動きでハンターを追尾しつつブレスを連続で吐きつけることもある。
オルガロンが登場するクエストは上位ランクから受注可能となるが、上位の通常のクエストでは単体のオルガロンと戦うことになる。その流れはやや特殊なもので、例として「カム・オルガロン単体のクエスト」を受注した場合、クエスト開始後にオルガロンがいるエリアへ行くと、そこにはカム・オルガロンとノノ・オルガロンの両方がいる。しかし、ノノ・オルガロンがハンターとの戦闘に加わることはなく、ハンターを発見して2頭が咆哮をあげたあと、クエストのターゲットではないノノ・オルガロンはフィールドから去る（別のエリアで待機するわけではなくフィールド自体から一時的に消える）。戦闘の末にカム・オルガロンが討伐されると、パートナーの亡骸の目の前に再び出現し、全力の雄叫びを周囲のハンターに浴びせ、そしてまた去っていく。ただし、トドメを刺さずに捕獲した場合は、パートナーのオルガロンは現れない。剥ぎ取れる素材は2頭で同様であるが、何が剥ぎ取れるかの素材は雌雄で異なっている。特異個体のHC素材やG級のオルガロン素材は、雌雄で種類が異なる。雌雄の強さ関係については、クエストランクでいえば上位では雌がHR3で雄がHR4、G級では雌がG★3で雄がG★6に設定されており、「（カム・オルガロンは）ノノ・オルガロン以上に厄介な攻撃が多い」「（ノノ・オルガロンは）スピードが速く、カム・オルガロンより多彩な攻撃を繰り出すが、攻撃力や体力は劣る」などの記述は存在する。
剛種クエストでは両方のオルガロンがハンターに戦いを挑んでくるため、実質的に必ず2頭同時のクエストとなり、比例して難易度が高い。上位のように剛種ランクのオルガロンが単体で登場するクエストはない。また、剛種クエスト以上の特異個体は「雌雄で協力して狩りを行う」という概念がより強調されており、どちらかのオルガロンの体力が極端に減らされた場合、そうではない側のパートナーが激昂する。激昂したオルガロンは攻撃力や俊敏性が大幅に上昇するだけでなく、毒やめまいなどの全ての状態異常を無効化するようになる。激昂はランダムボールでは解除できない。さらにどちらかが完全に討伐された場合、残されたオルガロンが即座に激昂状態へ移行する。このときのオルガロンは前述した特性だけでなく、カム・オルガロンの場合はUターンする跳びかかりから棘飛ばしとジャンププレスを同時に放つ攻撃、ノノ・オルガロンの場合は大きく息を吸い込んでから広範囲にわたる特大の空気ブレスを吐く攻撃を使用するようになる。G級クエストでは雌雄ともに冷気を発する能力を獲得しており、自らの意志で脚を凍らせ、大きな鎧状の氷を纏う。このとき脚に対して物理攻撃や本来の弱点である水属性などはほとんど通じず、代わりに氷の鎧にのみ火属性が大幅に効くようになる。氷の鎧を出現させる際に周囲に留まっているとその影響で雪だるま状態にされてしまうほか、棘を飛ばす攻撃など一部の攻撃は氷属性に変化する。鎧を身に着けたオルガロンが怒号を挙げると鎧は砕け散り、周囲に飛散する全方向型の遠距離攻撃となる。また、長時間の溜め動作ののち、特異個体のように激昂の状態へ移ることがある。剛種クエストと異なり、G級クエストの場合は1頭ずつのクエストと2頭同時のクエストの両方が用意されているが、後者でしか入手できない報酬素材が存在する。
オルガロンから入手した素材から作られる武具には、須佐之男や八岐大蛇等の日本神話を模した名称が付くものがある。武器は氷属性。防具はオルガロンの素材の質感を出しつつも、オルガロンというモンスターそのものよりも古代の日本の衣を彷彿とさせるデザインとなっている。
「オルガロン」というモンスター名は呼びやすさ、あるいは語呂の良さを意識してつけられている。雌雄を区別するための名称が「カム」「ノノ」と短いのもそれに関連している。クエスト中の2頭の行動設定に関しては、ハンターが使用する武器種の「ヘビィボウガン」と「ライトボウガン」をイメージして差別化を行っているとしている。なお、開発初期のオルガロンに雌雄を強調する設定はなく、外見も熊・狼・サーベルタイガーの3つを合わせたような筋肉質のモンスターで、狩猟地も火山が予定されていたことが明らかとなっている。また、モヒカンが生えていたり、眉毛が濃くなっているのはモンスターらしさを強めるために怖い顔を目指したためであると語られている。

### ミドガロン
- 別称：爆狼（ばくろう）
- 登場作品：MHF-G（G1より）

全身に紅い鬣や毛を持ち、白黒の縞模様の毛皮で覆われた胴体や脚が特徴の狼。隻眼ではないが、多くの個体は両眼に傷を持つ。その正体は、つがいを失って長い期間単独で生き抜いたカム・オルガロンが変異した個体。そのため、生物種的にはオルガロンと同種であるが、ギルドはオルガロンの亜種として取り扱っている。耐熱性に優れた毛皮を持ち、通常のオルガロンとは異なり火山に姿を見せる。ひとたび伴侶を失い、一匹で生き抜くことに特化する必要に迫られたミドガロンはもはや番で行動することはなく、単独で生活を営む。これには連携よりも単独での狩りのほうが効率的というミドガロン自身の強さに裏付けられるものである。変異前のオルガロンとは異なり、特定の狩猟ルートを周回することがない。不規則に狩場を移動する習性があり、火山地帯などのオルガロンが生息しない地域にも出没するのはこれによるものと考えられている。行動パターンはカム・オルガロンやノノ・オルガロンの特異個体、双方のものを繰り出すようになっており、前後や周囲全方向への棘飛ばし、上空からの押しつぶし、噛み付きながら大暴れする攻撃など、極めて多彩な技を用いる。そのほか、ミドガロン独自のものとして、突進後にカーブしながら走り回ることを繰り返す攻撃や、跳躍してから高速回転し、対象へ空中から猛スピードで突っ込むといった攻撃も行う。咆哮もオルガロンより強力で、闊歩のあと真空波を伴うほどの雄叫びを放つほか、シビレ罠や麻痺、部位破壊による怯みから立ち直った直後にはハンターを弾き飛ばす怒号で反撃を行うなど、攻撃性は非常に高い。オルガロンが驚異的な肺活量を利用した風圧弾を吐くのに対し、ミドガロンは火山に適応した炎のブレスを放つ。このブレスは着弾すると爆裂して周囲のハンターを上空へ弾き上げる威力を持ち、3連射も可能。跳びかかりから振り向いて即座に放つ溜めブレスは、広範囲を焼き飛ばす強力な遠距離攻撃となる。また、激昂時はラージャンのように体毛が金色に発光するという特徴を持つ。疲労して力を失うと通常のカム・オルガロンと同じく縞模様のない黒の体毛となるが、時間が経過し疲労から回復するにつれて徐々に体の色が復活しはじめ、最終的には再び全身に黄金の縞模様が現れる。このとき、ミドガロンの周囲も薄ぼんやりと発光する。この全力の状態では、驚異的すら超えた超瞬発力を発揮するようになり、瞬間移動の如くフィールドを縦横無尽に駆ける。これにより、攪乱して反撃を行ったり、ハンターの死角から突如現れてブレスを大爆発させる不意打ちをしたりといった芸当を可能としている。空中でも瞬間的な移動は可能で、地上と上空を瞬時に行き来しながらハンターをブレスで何度も狙い撃ちし、最後に空中から目にも留まらぬ超速度で突っ込むという一際異質な技も得意とする。なお、全身が黄金に輝く状態でのみシビレ罠に対して耐性が現れ、踏み込んだとしても即座に破壊されてしまう。ミドガロンはカム・オルガロンの変異体であると前述した通り、オルガロンという生物種のうち、変異したのは雄であるカム・オルガロンのみであるため、"全てのミドガロンは雄"となる。『ミドガロン』という生物だけでは雌雄が揃わず、子孫を残すことができない。よって、繁殖には「変異前のカム・オルガロンの雌（=亜種以内の交配可能な雌）」であるノノ・オルガロンの存在が必要不可欠となることから、繁殖期になるとノノ・オルガロンを求め、同じ雄であるカム・オルガロンと雌を巡って激しい戦闘を繰り広げる。

### ゴゴモア
- 別称：跳緋獣（ちょうひじゅう）
- 登場作品：MHF（フォワード.2より）

メゼポルタ地方から遠く南に離れた無人島「潮島」に生息するクモザル型の牙獣種。赤い縞模様の体毛に長く発達した両腕と尻尾が特徴。樹上性で木に成った実や果物、根元に生えたキノコを食べて生活している。背中には幼年期のココモアを常に背負っており、青年期になるまでココモアは親の背中で過ごす。両腕の先に粘着質の糸を噴射する器官を持つ。この糸はネンチャク草とゴゴモアの特殊な唾液が混ざり合ったことで、1本でもゴゴモアの体重を支えられるほどに丈夫で弾性に富んだ性質を得ており、通常では届かない箇所への直接移動や腕のリーチの延長、樹上や空中での体の固定などに使用される。糸はハンターとの戦闘にも用いられ、高い位置にある枝へ発射してからの振り子式キックや張力を生かしたスリングショット式の体当たりなど、トリッキーでアクロバティックな攻撃を得意とする。この時に伸ばした糸を切断され続けると、一時的に腕から糸が発射できなくなり、ゴゴモアがそれに戸惑うという一面も見られる。その後、ゴゴモアが手のひらを舐めまわすが、これは前述の唾液を吐きつけることで糸の粘着力を取り戻す行動である。また、難易度は高いが、糸を用いた様々な攻撃に対して、高速移動中に攻撃を当てると通常の数倍のダメージを与えるとともに帯状の光で辺りが包まれる特殊なエフェクトが発生し、ゴゴモアが直後に時間差で一閃されるカウンター攻撃が成立する。カウンターに成功するとハンターは攻撃を食らわず、ゴゴモアのみがダメージを受ける（ただし位置とカウンター成立のタイミングによってはハンターも攻撃を受けてしまうことが稀にある）。背中に乗るココモアへ一定量のダメージを与えるか閃光玉を使うことでココモアを地面に落とすことが出来る。この時のゴゴモアは子を守ることに専念するため糸による攻撃を行わず体当たりやパンチ、尻尾で攻撃する、地面に落ちたココモアへ更にダメージを与えるとココモアは他のエリアへ逃げてしまい、取り残されたゴゴモアが激昂状態となってより激しい攻撃を行うようになる。激昂状態時は攻撃力と行動スピードが飛躍的に増加する半面、防御力が低くなる。これにより、時間はかかるがそのまま狩猟するか、敢えてココモアを傷つけることでハイリスクハイリターンな戦いにするかを選ぶことができる。
剛種は体質が変化して睡眠属性が効かなくなっているほか、糸を使って螺旋状に回転上昇しながら樹上に移動し、弾丸状の糸を高速で連射する攻撃をもつ。特異個体は糸を片手で3本まで、両手では最大6本までを一度に放つことができるほどになり、ハンターが意図的に糸を切断することが困難となっている。糸に振り回されるように超高速で円を描いて旋回する攻撃や、頭上の樹に糸を6本固定し体重をかけて前方へ叩き落とす攻撃など、荒々しい技が増えている。また、潮島特有の甲虫種の巣を片手で複数掴み、急カーブを描いてハンターへ向かう魔球の如き投球をすることもある。この巣に直撃すると毒や睡眠状態に陥ってしまう。フォワード.2の開発当初、「糸を使った生き物」という方針でクモ型モンスターとなる予定だったが、途中で牙獣種（すなわち本種）に変更された。これは企画者がゴゴモアの原案となったデザインを気に入ったことと、プレイヤー側の生理的嫌悪感を防ぐための模様である（なお、大グモ型モンスターは後にMH4にてネルスキュラとして実現された）。

### ロロ・ゴウガルフ／レイ・ゴウガルフ
- 別称（ロロ・ゴウガルフ）：赤闘獣（せきとうじゅう）
- 別称（レイ・ゴウガルフ）：青闘獣（せいとうじゅう）
- 登場作品：MHF-G（G2より）

峡谷で初めて発見された大型の牙獣種。同種でありながら個体によって体色と毛並みが違うのは、それぞれが持つ遺伝子の表現型によるものとされている。そのため、ロロ・ゴウガルフとレイ・ゴウガルフは必ずしも雌雄であるとは限らない。その強靭な筋肉と好戦的な性格、骨格の共通などからラージャンの近縁種ではないかと考えられている。どちらも犬に見える顔つきと本体はホワイトタイガーのように縞模様の入った白い体を持つ。
その両種とも発達した強靭な筋力でアクロバティックな動きをし、必ずペアで行動している。2頭の間に身体のつくりの違いはなく、太い尻尾は複雑な動きをする際の支えに、逞しい両腕は岩盤を持ち上げるほどの怪力を発揮する。単体だと普段はおとなしいものの、この2頭が揃うと互いの闘争本能が刺激されて活発で好戦的な性格に変貌し、じゃれあう程度のぶつかりあいでも周辺に被害が出るほど激しい戦いを繰り広げる。決して仲が悪いというわけではなく、外敵に対しては上記の通り連携してその敵に立ち向かう。戦い方も自身の肉体を利用した純粋な格闘系攻撃が多く、ほかにも近縁種であるラージャンと共通する各種肉弾攻撃なども繰り出す。激昂した際は天を仰ぎながら雄叫びをあげ、ハンターを弾き飛ばす。また、優性遺伝子、劣性遺伝子のいずれかにかかわらず、ゴウガルフの毛は針金のように強固で通電性が高く、単体ではさして影響がないが、2頭が共鳴したときは強大な「磁極」として現れる。これにより、吸引や反発によって動きを拘束し、連携技で一気に仕留める。
なお、各個体の特徴は以下の通りである。
ロロ・ゴウガルフ
ブルドッグのような顔立ちに、背中と四肢に赤い鬣のような体毛を纏っているのが特徴。激高した際は毛がもこもこになる。
レイ・ゴウガルフ
犬のような高い鼻を持ち、頭部から青いVの字に逆立った毛を生やしている。激高したときはV字を延長するように毛が肥大する。
ゴウガルフのモチーフはプロレスラーであり、インタビューでは漫画『キン肉マン』に登場するネプチューンマンとネプチューン・キングから影響を受けたことも明らかとなっている

### ヴォージャン
- 別称：紅蓮獅子（ぐれんじし）
- 登場作品：MHF-G（G10.1より）

ラージャンに酷似したモンスターである。